# Nematopsis legeri
Nematopsis legeri is een soort in de taxonomische indeling van de Myxozoa, een stam van microscopische parasitaire dieren. Het organisme komt uit het geslacht Nematopsis en behoort tot de familie Porosporidae. Nematopsis legeri werd in 1910 ontdekt door de Beauchamp.